# BMW E39

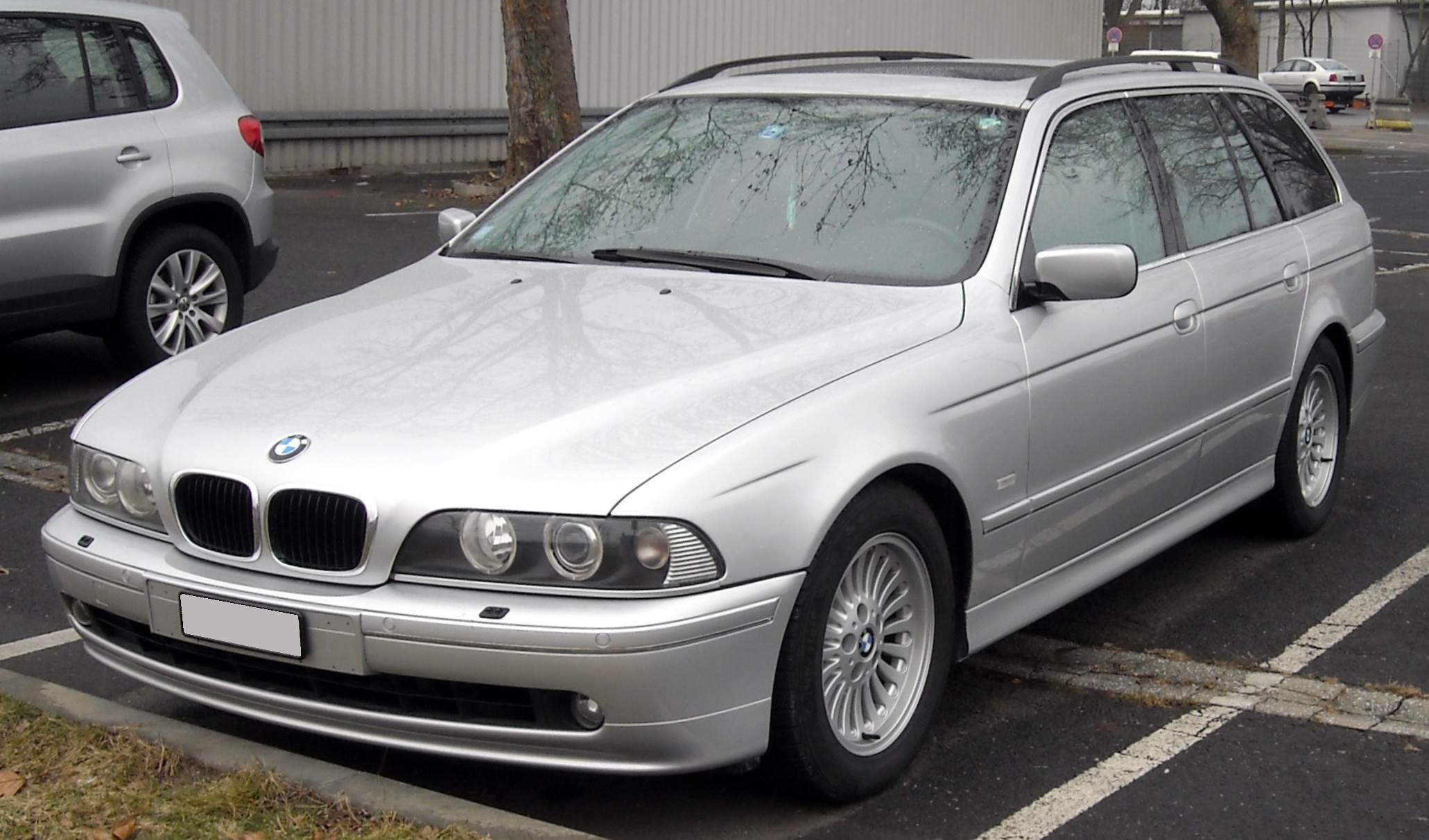
BMW E39 Touring (kombi).

E39 är BMW:s interna utvecklingsnamn på BMW 5-serien från 1995 till 2004. E39 ersatte E34 och ersattes av E60. Modellen ansiktslyftes i slutet av 2000.
Modellen erbjöds som 4-dörrars sedan och 5-dörrars kombi med 6-cylindriga radmotorer och V8-motorer.

## Motoralternativ
| Modell | Årsmodell | Motor                   | Cylindervolym | Effekt | Vridmoment | Bränslesystem      |
| ------ | --------- | ----------------------- | ------------- | ------ | ---------- | ------------------ |
| 520i   | 1996-2000 | 6-cyl radmotor DOHC 24V | 1991 cm³      | 150 hk | 190 Nm     | Bränsleinsprutning |
| 520i   | 2001-2004 | 6-cyl radmotor DOHC 24V | 2171 cm³      | 170 hk | 210 Nm     | Bränsleinsprutning |
| 523i   | 1996-2000 | 6-cyl radmotor DOHC 24V | 2494 cm³      | 170 hk | 245 Nm     | Bränsleinsprutning |
| 525i   | 2001-2004 | 6-cyl radmotor DOHC 24V | 2494 cm³      | 192 hk | 245 Nm     | Bränsleinsprutning |
| 528i   | 1996-2000 | 6-cyl radmotor DOHC 24V | 2793 cm³      | 193 hk | 280 Nm     | Bränsleinsprutning |
| 530i   | 2001-2004 | 6-cyl radmotor DOHC 24V | 2979 cm³      | 231 hk | 300 Nm     | Bränsleinsprutning |
| 535i   | 1997-1998 | V8-motor DOHC 32V       | 3498 cm³      | 235 hk | 320 Nm     | Bränsleinsprutning |
| 535i   | 1999-2004 | V8-motor DOHC 32V       | 3498 cm³      | 245 hk | 345 Nm     | Bränsleinsprutning |
| 540i   | 1997-2004 | V8-motor DOHC 32V       | 4398 cm³      | 286 hk | 420*¹ Nm   | Bränsleinsprutning |
| M5     | 1999-2004 | V8-motor DOHC 32V       | 4941 cm³      | 400 hk | 500 Nm     | Bränsleinsprutning |
| 520d   | 2001-2004 | 4-cyl radmotor DOHC 16V | 1951 cm³      | 136 hk | 280 Nm     | Turbodiesel        |
| 525td  | 1997-2000 | 6-cyl radmotor SOHC 12V | 2498 cm³      | 115 hk | 230 Nm     | Turbodiesel        |
| 525tds | 1996-2000 | 6-cyl radmotor SOHC 12V | 2498 cm³      | 143 hk | 280 Nm     | Turbodiesel        |
| 525d   | 2001-2004 | 6-cyl radmotor DOHC 24V | 2497 cm³      | 163 hk | 350 Nm     | Turbodiesel        |
| 530d   | 2000      | 6-cyl radmotor DOHC 24V | 2926 cm³      | 184 hk | 390 Nm     | Turbodiesel        |
| 530d   | 2001-2004 | 6-cyl radmotor DOHC 24V | 2926 cm³      | 193 hk | 410 Nm     | Turbodiesel        |

- ¹ Från årsmodell 1999 440 Nm.
- Wikimedia Commons har media som rör BMW E39.